# The Hits (Garth Brooks)
The Hits è un album di raccolta del cantante country statunitense Garth Brooks, pubblicato nel 1994.

## Tracce
1. Ain't Goin' Down ('Til The Sun Comes Up) – 4:33
2. Friends in Low Places – 4:18
3. Callin' Baton Rouge – 2:38
4. The River – 4:25
5. Much Too Young (To Feel This Damn Old) – 2:53
6. The Thunder Rolls – 3:42
7. American Honky-Tonk Bar Association – 3:33
8. If Tomorrow Never Comes – 3:37
9. Unanswered Prayers – 3:23
10. Standing Outside the Fire – 3:52
11. Rodeo – 3:53
12. What She's Doing Now – 3:26
13. We Shall Be Free – 3:48
14. Papa Loved Mama – 2:51
15. Shameless – 4:19
16. Two of a Kind, Workin' on a Full House – 2:31
17. That Summer – 4:46
18. The Dance – 3:37

## Classifiche
| Classifica (1994-95) | Posizione raggiunta |
| -------------------- | ------------------- |
| Australia            | 2                   |
| Regno Unito          | 11                  |
| Stati Uniti          | 1                   |